# Marjan Luif
Marjan Luif, właśc. Maria Anna Martina Luif (ur. 25 listopada 1947) – holenderska aktorka filmowa i scenarzystka, mająca spory dorobek filmowy. Wystąpiła z wielu holenderskich  filmach i serialach, mało znanych polskiej publiczności. Mimo to w polskiej telewizji – w kanale Zone Europa – był emitowany  film Pietje Bell oraz jego kontynuacja Pietje Bell 2: Polowanie na koronę carów, w których zagrała jedną z drugoplanowych ról.

## Wybrana filmografia[1]

### Filmy
- 1991: Mevrouw Ten Kate en het beest in de mens – pani Ten Kate
- 1993: De Marionettenwereld – sekretarka
- 1995: De Tasjesdief – sąsiadka Roos
- 1996: Luif
- 1997: Exit
- 1997: De baby en de bakfiets (krótkometrażowy) – Liesbeth
- 1998: Een echte hond (krótkometrażowy) – ciotka Tessy
- 2002: Pietje Bell – ciotka Cato
- 2003: De Grotten van Han van Vloten (krótkometrażowy)
- 2003: Pietje Bell 2: Polowanie na koronę carów – ciotka Cato
- 2005: Vet hard – urzędniczka bankowa
- 2012: Swchwrm – policjantka

### Seriale
- 1991: Ha die Pa! (sezon 2, epizod 4: Amateurtoneel) – Lydia
- 1993: Pleidooi (sezon 1, epizody 8-10) – pani Frigge
- 1993: Het zonnetje in huis (sezon 1, epizod 3: De verrassing) – pani de Vries
- 1998: Baantjer (sezon 4, epizod 2: De Cock en de moord op de buurman) – pani Harskamp
- 2002: Kwartelhof (sezon 1, epizod 1: Optrommelen) – policjantka
- 2003: Goede tijden, slechte tijden (sezon 14, epizod 11: Aflevering 2576) – Madeleine DuPont
- 2009: Gooische Vrouwen (sezon 5, epizod 5)  – pani Stubbe